# Wiki

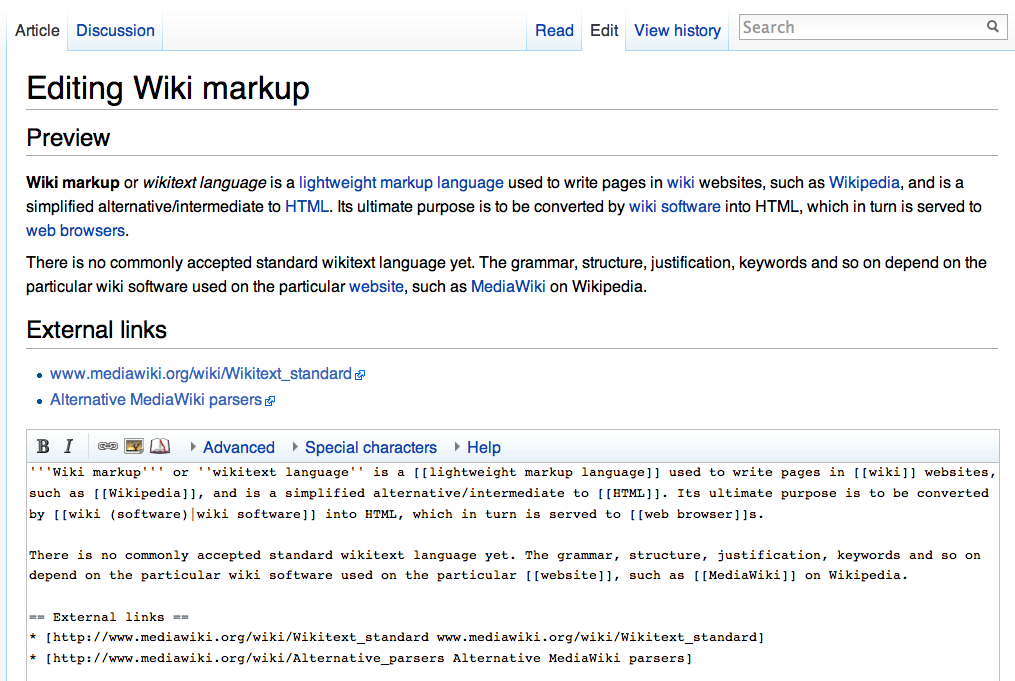
Màn hình chỉnh sửa nguồn (Source Editor) của một Wiki sử dụng phần mềm MediaWiki

Wiki (phát âm: /ˈwɪki/ ⓘ; từ tiếng Hawaii: wikiwiki, có nghĩa: "nhanh"; cũng được gọi là công trình mở) là một loại ứng dụng xây dựng và quản lý các trang thông tin do nhiều người cùng phát triển. Đặc điểm nổi bật của wiki là thông tin không được xây dựng một cách tập trung theo nguyên tắc phân quyền như thường thấy ở các ứng dụng CMS hay forum mà theo nguyên tắc phân tán: ai cũng có thể chỉnh sửa, thêm mới, bổ sung thông tin lên các trang tin và không ghi lại dấu ấn là ai đã cung cấp thông tin đó. Tác giả của wiki theo triết lý của những người đã xây dựng phần mềm wiki là: tác giả của thông tin này là chúng ta. Những trang tin như vậy được xây dựng và bổ sung dựa trên động lực của cộng đồng.
Wiki là một website có tính chất riêng tư cho một nhóm hoặc tổ chức, cộng đồng. Không giống như một website truyền thống chỉ phục vụ cho mục đích đọc, xem thông tin, wiki cho phép người dùng nó có thể soạn thảo, sửa đổi, cập nhật thông tin trực tiếp lên web theo kiểu đóng góp thông tin. Điểm đáng chú ý của wiki là người dùng không nhất thiết phải biết về Web, HTML.
Wikipedia, một dự án để xây dựng bách khoa toàn thư mở, có lẽ là wiki nổi tiếng nhất trên thế giới, nhưng cũng có thể sử dụng hình thức wiki theo nhiều mục đích khác.

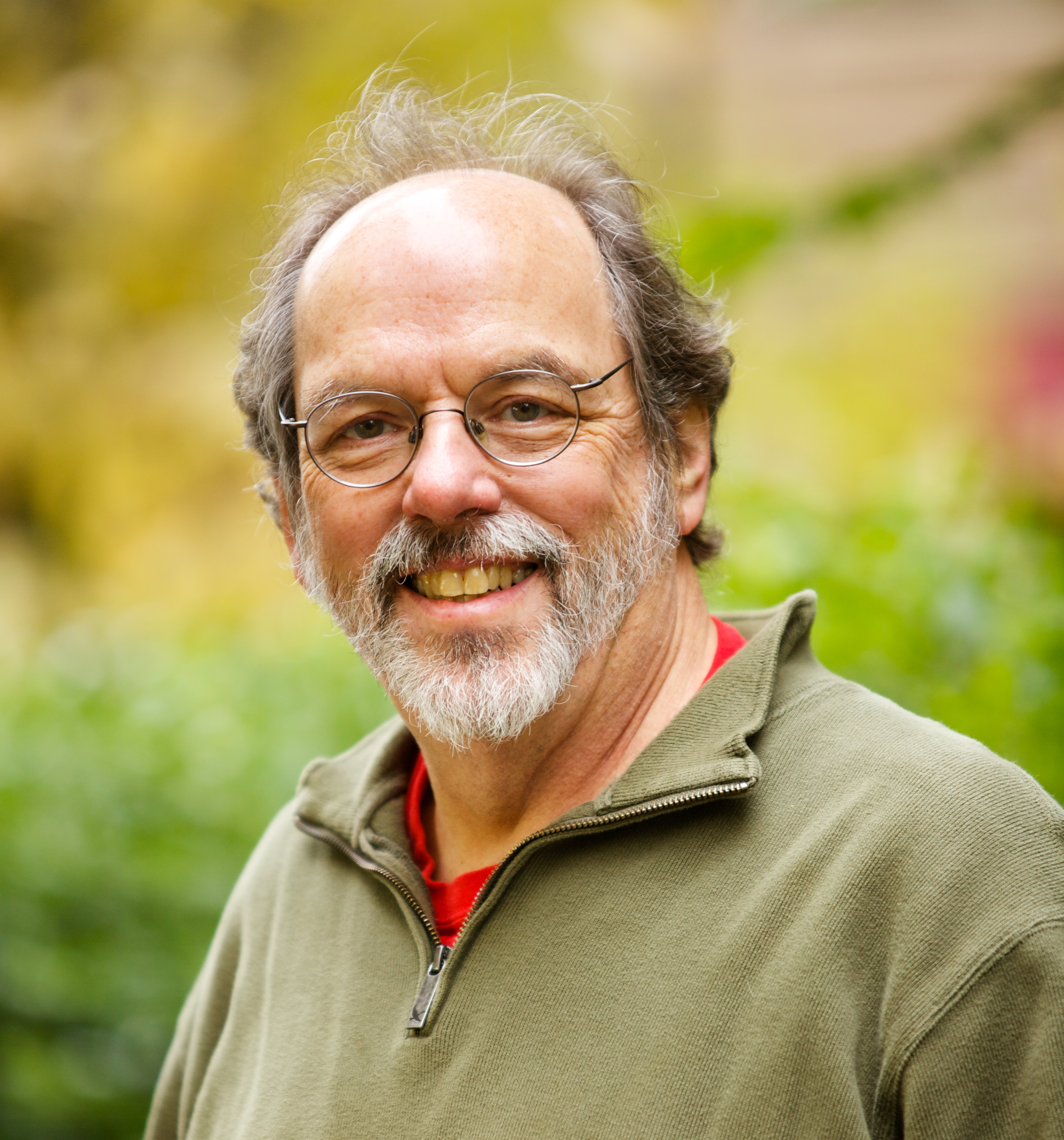
Ward Cunningham

## Lịch sử

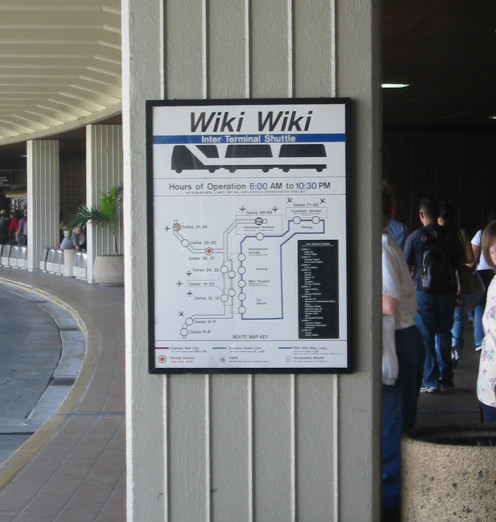
Bảng Wiki Wiki tại Sân bay quốc tế Honolulu

Phần mềm đầu tiên được gọi là wiki, WikiWikiWeb do Ward Cunningham đặt tên. Cunningham nhớ một nhân viên tại Sân bay quốc tế Honolulu chỉ ông sử dụng tuyến xe buýt Chance RT-52 gọi là "Wiki Wiki". Theo Cunningham, "Tôi chọn wiki-wiki là cụm từ điệp âm thay thế cho 'quick' để tránh vụ đặt tên cái này là 'quick-web'." Wiki Wiki là từ láy của wiki, từ tiếng Hawaii có nghĩa "nhanh". Từ wiki gọi tắt cho wiki wiki. Đôi khi từ này được giải thích là từ cấu tạo ngược (backronym) của "cái mà tôi biết là như thế" (what I know is), cách giải thích đó miêu tả các chức năng đóng góp, lưu giữ và trao đổi kiến thức.
Theo Cunningham, ý kiến "wiki" bắt nguồn từ một ngăn xếp ông tạo ra trong HyperCard vào cuối thập niên 1980. Vào khoảng mười năm sau, công nghệ wiki từ từ được công nhận là một cách đầy hứa hẹn để quản lý tri thức bí mật và công khai và khả năng này dẫn đến dự án bách khoa thư Nupedia, về sau trở thành Wikipedia. Vào đầu thập niên 2000, công nghệ wiki được nhận vào hãng trong vai phần mềm cộng tác. Nó thường được sử dụng để hỗ trợ giao thông trong dự án, xây dựng intranet, và viết tài liệu, mới đầu cho những người quen sử dụng máy tính. Vào tháng 12 năm 2002, Socialtext khởi đầu sản phẩm wiki nguồn mở thương mại. Phần mềm wiki nguồn mở có sẵn rộng rãi, được tải xuống và cài đặt nhiều vào những năm này. Ngày nay một số công ty sử dụng wiki như phần mềm cộng tác duy nhất và để thay cho intranet khó thay đổi. Phần mềm wiki có thể được sử dụng nhiều hơn ở những công ty, đằng sau bức tường lửa, đối với Internet công cộng.

## Các tính năng của một Wiki

### Chỉnh sửa
"Wikitext" chuyển hướng đến đây. Đối với trang trợ giúp Wikipedia, xem Trợ giúp:Wikitext .

#### Chỉnh sửa trực quan (Visual Editor)
Wiki cũng có thể cung cấp khả năng chỉnh sửa WYSIWYG cho người dùng, thường là thông qua một điều khiển JavaScript dịch các hướng dẫn định dạng được nhập bằng đồ họa thành các thẻ HTML hoặc wikitext tương ứng. Trong các triển khai đó, đánh dấu của một phiên bản đánh dấu, mới được chỉnh sửa của trang được tạo và gửi tới máy chủ một cách minh bạch , bảo vệ người dùng khỏi chi tiết kỹ thuật này. Một ví dụ về điều này là VisualEditor trên Wikipedia. Tuy nhiên, các điều khiển WYSIWYG không phải lúc nào cũng cung cấp tất cả các tính năng có sẵn trong wiki và một số người dùng không muốn sử dụng trình soạn thảo WYSIWYG. Do đó, nhiều trang trong số này cung cấp một số phương tiện để chỉnh sửa trực tiếp văn bản wiki.

#### Lịch sử phiên bản
Một số wiki lưu giữ hồ sơ về những thay đổi được thực hiện đối với các trang wiki; thông thường, mọi phiên bản của trang đều được lưu trữ. Điều này có nghĩa là các tác giả có thể hoàn nguyên về phiên bản cũ hơn của trang nếu cần thiết do đã mắc lỗi, chẳng hạn như nội dung vô tình bị xóa hoặc trang đã bị phá hoại để bao gồm văn bản gây khó chịu hoặc độc hại hoặc nội dung không phù hợp khác.

#### Điều Hướng
Trong văn bản của hầu hết các trang, thường có nhiều liên kết siêu văn bản tới các trang khác trong wiki. Hình thức điều hướng phi tuyến tính này "gốc" đối với wiki hơn là các sơ đồ điều hướng có cấu trúc/chính thức hóa. Người dùng cũng có thể tạo bất kỳ số lượng trang chỉ mục hoặc mục lục nào, với phân loại theo thứ bậc hoặc bất kỳ hình thức tổ chức nào họ muốn. Đây có thể là một thách thức để duy trì "bằng tay", vì nhiều tác giả và người dùng có thể tạo và xóa các trang theo cách đặc biệt , không có tổ chức. Wiki có thể cung cấp một hoặc nhiều cách để phân loại hoặc gắn thẻ các trang để hỗ trợ duy trì các trang chỉ mục đó. Một số wiki, bao gồm cả bản gốc, có một liên kết ngược tính năng, hiển thị tất cả các trang liên kết đến một trang nhất định. Thông thường, trong wiki cũng có thể tạo liên kết đến các trang chưa tồn tại, như một cách để mời những người khác chia sẻ những gì họ biết về một chủ đề mới đối với wiki. Người dùng wiki thường có thể "gắn thẻ" các trang bằng danh mục hoặc từ khóa để giúp người dùng khác tìm thấy bài viết dễ dàng hơn. Ví dụ: một người dùng tạo một bài viết mới về đạp xe trong thời tiết lạnh có thể "gắn thẻ" trang này dưới các danh mục đi lại, thể thao mùa đông và đi xe đạp. Điều này sẽ giúp những người dùng khác tìm thấy bài viết dễ dàng hơn.

## Tạo một website Wiki
Một website tương tự Wikipedia có thể được tạo bởi mã nguồn mở MediaWiki. Mã nguồn mở MediaWiki được viết bằng ngôn ngữ lập trình PHP và được dùng phổ biến bởi các website viết theo hình thức Wiki như các website của Wikimedia, website wiki du lịch Wikitravel, website wiki thương mại Wikibiz...
Để sử dụng MediaWiki, có thể truy cập vào website MediaWiki, sau đó download và cài đặt theo phiên bản ngôn ngữ phù hợp. Các bước hướng dẫn cài đặt rất đơn giản và trực quan.